# Nunzio Gallo
Nunzio Gallo (ur. 28 marca 1928 w Neapolu, zm. 22 lutego 2008 w Telese Terme) – włoski piosenkarz i aktor, jeden z czołowych wykonawców pieśni neapolitańskich. Zwycięzca inauguracyjnego konkursu piosenkarskiego Canzonissima w sezonie 1956/1957 z piosenką „Mamma”, zwycięzca Festiwalu Piosenki Włoskiej w San Remo w 1957 roku z piosenką „Corde della mia chitarra” (śpiewaną w parze z Claudio Villą), reprezentant Włoch (z tą samą piosenką) podczas Konkursu Piosenki Eurowizji (w 1957 roku. Zwycięzca Festiwalu Piosenki Neapolitańskiej w 1958 roku z piosenką „Vurria” (śpiewaną w parze z Aurelio Fierro). Aktor filmowy.

## Biografia i kariera artystyczna

### Lata 40. i 50.
Nunzio Gallo rozpoczął karierę jako śpiewak operowy podczas studiów w Conservatorio di San Pietro a Majella di Napoli pod kierunkiem tenora Nunzio Bari i Mario Campanino. W 1945 roku zadebiutował w Teatro delle Palme w Neapolu. w 1948 roku zdobył drugie miejsce w konkursie muzyki popularnej i rozpoczął współpracę z RAI. W 1952 roku wziął udział w realizacji Traviaty Giuseppe Verdiego pod dyrekcją Carla Marii Giuliniego. W sezonie 1956/1957 wygrał pierwszą edycję konkursu Canzonissima z piosenką „Mamma”. W 1957 roku wziął udział w Festiwalu Piosenki Włoskiej w San Remo, który wygrał z piosenką „Corde della mia chitarra”, śpiewaną w parze z Claudio Villą); z tą samą piosenką wziął udział w Konkursu Piosenki Eurowizji w 1957 roku, zajmując szóste miejsce. W 1958 roku wygrał Festiwal Piosenki Neapolitańskiej z piosenką „Vurria”, śpiewaną w parze z Aurelio Fierro.

### Lata 60. i późniejsze
W 1961 roku sprzedał milion płyt z piosenką „Sedici anni”. W 1962 roku ponownie wystąpił na Festiwalu w San Remo śpiewając w parze z Rocco Montaną piosenkę „Inventiamo la vita”. W 1964 wystąpił na Festiwalu Piosenki Neapolitańskiej prezentując piosenkę „Ammore mio”; uczestniczył w kolejnych edycjach tego festiwalu aż do ostatniej w 1970 roku ustanawiając rekord ilości występów – 15 razy na 18 edycji.
Do największych sukcesów Nunzio Gallo należą takie piosenki jak: „Anima nera”, „Inno del Napoli”, „Paisà”, „Rose e tu”, „L’ultimo pezzo di terra”, „Damme a mano”, „Solitudine”, „Serenatella e’ maggio”, „Annamaria”, „Oilì Oilà”, „Taranteulluccia”, „A vucchella”. W połowie lat 70. artysta występował w Telediffusione Italia i innych lokalnych stacjach telewizyjnych Neapolu. W 1979 roku wystąpił w filmie Il mammasantissima w reżyserii Alfonso Brescii. W latach 90. uczestniczył w realizacji programów telewizyjnych (między innymi Viva Napoli). 23 września 2007 roku wkrótce po ostatnim swoim występie publicznym doznał ciężkiego krwotoku mózgowego, w następstwie którego znalazł się na oddziale intensywnej terapii w szpitalu San Giovanni Bosco w Neapolu. Zmarł w trakcie rehabilitacji 22 lutego 2008 roku w Telese Terme.